# علي حسن كمال
علي حسن كمال (7 مارس 1986 العراق العراق - ) هو لاعب كرة قدم عراقي يلعب كلاعب وسط.